# CineSneek
CineSneek, voorheen: Amicitia Theater, is een bioscoop in de binnenstad van de stad Sneek.

## Amicitia
Tot 1998 was theater Amicitia, dat ook in gebruik was als bioscoop. De gevel van Amicitia werd in de stijl van de Amsterdamse School verbouwd in 1923. Na een directiewijziging werd het theater hernoemd en later zou de theatertak verdwijnen. Sindsdien is CineSneek in het pand gevestigd en wordt het pand uitsluitend als bioscoop gebruikt.

## CineSneek
Na de sluiting van het theater moest het pand worden aangepast aan de eisen, die indertijd aan bioscopen werden gesteld. Het gebouw werd gerenoveerd en er werden zalen bijgebouwd.
In 2006 had CineSneek vijf zalen met digitaal geluid. Later werd de foyer en grote zaal afgestoten en vestigde zich hier, na een verbouwing, een schoenenwinkel. Hierbij werden ook twee nieuwe zalen gebouwd, waardoor de bioscoop uit zes zalen bestond, die zich allen op hogere verdiepingen bevonden. Drie zalen werden uitgerust met een Christies Cinemaprojector, die ook geschikt is voor 3D-films. In 2010 zijn de resterende zalen ook uitgerust met digitale projectoren, naast de bestaande 35 mm projectoren. In vier zalen is er nu de mogelijkheid om 3D voorstellingen te zien en in één zaal is ook de nieuwe standaard van HFR geïnstalleerd.

## Filmhuis Sneek
In CineSneek worden ook films van het Filmhuis Sneek vertoond. Het filmhuis draait, een keer per week, veelal niet-commerciële kwaliteitsfilms en is onderdeel van Film in Friesland.